# Zorochros quadripustulatus
Zorochros quadripustulatus là một loài bọ cánh cứng trong họ Elateridae. Loài này được Preyssler miêu tả khoa học năm 1792.